# پیرتانید
پیرتانید (انگلیسی: Piretanide) یک ترکیب ضد فشار خون و دیورتیک حلقه‌ای است.